# Aenictosymbia cornuta
Aenictosymbia cornuta (лат.) — вид мирмекофильных жуков-стафилинид из подсемейства Aleocharinae, единственный в составе монотипического рода Aenictosymbia Maruyama, 2014. Эндемики Таиланда.

## Описание
Мелкого размера коротконадкрылые жуки-стафилины мирмекоморфной формы. Между брюшком и грудью есть перетяжка, напоминающая муравьиную талию (петиоль). Узкотелые, глаза относительно крупные. Длина тела около 3 мм. Ноги тонкие и длинные. Основная окраска красновато-коричневая. Усики 11-члениковые. Брюшко загнуто кверху. Обитают вместе с кочевыми муравьями вида Aenictus hodgsoni Forel, 1901 (род Aenictus).

## Систематика
Вид был впервые описан в 2014 году японским энтомологом М. Маруямой (Maruyama M.; The Kyushu University Museum, Higashi-ku, Fukuoka-shi, Fukuoka, Япония) по материалам из Национального парка Khao Yai National Park (Таиланд) и включён в состав трибы Lomechusini. Предположительно принадлежит к родовой группе Aenictophila generic group, которая включает мимрмекоморфные роды трибы Lomechusini, такие как, Aenictophila, Mimaenictus Kistner & Jacobson, 1975, Procantonnetia Kistner & Jacobson, 1975, Weissflogia Kistner, 1997. Наиболее сходен с видом Aenictophila thailandica Seevers, 1965. Эти роды, включая Aenictosymbia, разделяют такой общий признак как экзоскелетную модификацию желёз на абдоминальном стерните III (или III—V у некоторых родов). Этот признак, включая наличие желёз на стерните III, нигде более среди других родов Lomechusini не встречается и представляет собой уникальный признак, доказывающий монофилию этой родовой группы.